# Eupleura caudata
Eupleura caudata är en snäckart som först beskrevs av Thomas Say 1822.  Eupleura caudata ingår i släktet Eupleura och familjen purpursnäckor. Inga underarter finns listade i Catalogue of Life.